# Zilacayota
Zilacayota är en ort i Mexiko.   Den ligger i kommunen Tlacoapa och delstaten Guerrero, i den sydöstra delen av landet, 240 km söder om huvudstaden Mexico City. Zilacayota ligger 2 130 meter över havet och antalet invånare är 805.
Terrängen runt Zilacayota är kuperad åt nordväst, men åt sydost är den bergig. Terrängen runt Zilacayota sluttar söderut. Runt Zilacayota är det ganska glesbefolkat, med 24 invånare per kvadratkilometer. Närmaste större samhälle är Malinaltepec, 15,7 km öster om Zilacayota. I omgivningarna runt Zilacayota växer huvudsakligen savannskog.